# Politique en Afghanistan
Le 17 septembre 1996, les membres du gouvernement ont été remplacés par les chefs du mouvement islamique des Talibans. Jusqu'en 2002, la république islamique d'Afghanistan n'a pas eu de gouvernement actif (en exil) et le pays est resté divisé en factions rivales, sans cesse en conflit.
Les Talibans contrôlaient la capitale (Kaboul), et les deux tiers du pays restaient aux mains d'autres factions qui étaient opposées dans un conflit ethnique. Le général Dostom, chef du mouvement national islamique, contrôlait la majorité des provinces du centre-nord. Par contre, le commandant Massoud, chef des Tadjiks, contrôlait les provinces du nord-est.

Le gouvernement était constitué de dix membres.

Fin 2001, à la suite des attentats du 11 septembre, le président américain George W. Bush, soutenu par les forces de l'OTAN et sous l'égide de l'ONU (résolution 1378 du conseil de sécurité de l'ONU), a envahi l'Afghanistan, soupçonnant le régime des Talibans de protéger Oussama ben Laden, le responsable présumé des attentats. L'intervention en Afghanistan d'une coalition de plusieurs pays, sous commandement américain, est connue sous le nom de « Enduring Freedom » côté américain et « Héraclès » côté français (la traduction utilisée au Canada était plutôt « Liberté immuable »).
Un gouvernement démocratiquement désigné s'est substitué au régime des Talibans, mais la situation, en 2004, était loin d'être stabilisée. L'assemblée traditionnelle (Loya Jirga) constitutionnelle a adopté en 2004 une constitution qui fait de l'Afghanistan une république islamisée avec un pouvoir exécutif fort.
Les Talibans réinstaurent leur émirat en 2021 après leur offensive et la défaite des Forces armées afghanes.

## Organisation politique

### République islamique d'Afghanistan (2004-2021)

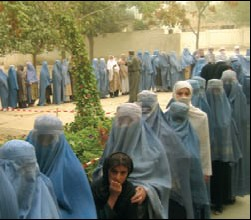
File d'attente d'électrices à Kaboul pour la première élection présidentielle (octobre 2004).

Le président et ses deux vice-présidents exercent, avec le Cabinet nommé par le président, le pouvoir exécutif.
Le parlement, appelé l'Assemblée nationale, est bicaméral. Il comprend la Chambre du peuple (Wolesi Jirga) et le Conseil des anciens (Meshrano Jirga). Il exerce seul le pouvoir législatif et ne peut renverser le Cabinet.

#### Élections
Des élections parlementaires ont été organisées le dimanche 18 septembre 2005 dans un climat de terreur imposé par les talibans. Au moins sept des 5 770 candidats ont été assassinés et plusieurs autres violentés. Les 12,5 millions de citoyens ont choisi :
- les 249 membres, élus pour cinq ans comme le président, de la chambre basse du Parlement, la  Chambre du peuple_ (Wolesi Jirga)
- 34 conseils provinciaux (avec 420 sièges au total) ainsi qu'un conseil provincial pour les nomades Kuchis du pays.

Plus tard, le Meshrano Jirga (le sénat, chambre haute du Parlement), composé de 102 membres élus par les collectivités locales ou nommés par le président, a été mis en place. Le nouveau Parlement a été inauguré solennellement le 17 décembre 2005. Un peu plus du quart des sièges de députés et de sénateurs est occupé par des femmes, en raison de l’existence de quotas. La composition politique du parlement afghan est relativement floue et très fragmentée.

### Émirat islamique d'Afghanistan (depuis 2021)

#### Gouvernement intérimaire taliban d'août 2021
| Portefeuille                                   | Nom                | Depuis       |
| ---------------------------------------------- | ------------------ | ------------ |
| Ministre de la Défense nationale (intérim)     | Abdul Qayyum Zakir | 24 août 2021 |
| Ministre des Finances (intérim)                | Gul Agha Ishakzai  | 24 août 2021 |
| Ministre de l'Enseignement supérieur (intérim) | Abdul Baqi Haqqani | 24 août 2021 |
| Ministre de l'Éducation (intérim)              | Hemat Akhundzada   | 29 août 2021 |
| Ministre des Affaires intérieures (intérim)    | Ibrahim Sadr       | 24 août 2021 |

## Partis politiques

### Front national uni
Le 2 novembre 2006, est créé un nouveau parti politique, le Front national uni, coalition d'anciens et actuels hommes forts du pays, commandants de la résistance afghane contre les Soviétiques, anciens dirigeants communistes et de divers groupes sociaux et ethniques, qui s'affirme rapidement comme la principale force d'opposition au gouvernement du président Hamid Karzai.
Rassemblant plusieurs courants antagonistes sur les plans politique (moudjahiddines, anciens communistes et royalistes), ethnique (pachtounes/non pachtounes) et religieux (chiites/sunnites), cette coalition de seigneurs de la guerre semble être le groupement politique le plus significatif apparu en Afghanistan depuis le renversement des taliban en 2001. Beaucoup de ses membres ont appartenu autrefois au Front islamique uni — au nom proche de celui du nouveau parti — (mieux connu sous le nom d'Alliance du Nord), dont le responsable de la branche militaire était le commandant Ahmed Chah Massoud.
On trouve à la tête du Front national uni l'ancien président de l'Afghanistan Burhanuddin Rabbani. Il rassemble des hommes aussi différents que l'ancien général Abdul Rachid Dostom, l'ancien ministre du Commerce du gouvernement intérimaire Sayed Mustafa Kazemi, le vice-président du gouvernement Ahmed Zia Massoud, des anciens généraux de la période communiste, ou des commandants du Hezb-i-Islami de l’ex-Premier ministre Gulbuddin Hekmatyar, à l'instar de Qazi Mohammed Amin Waqad (en).

#### 2020
- Chute de Kaboul (2021), Évacuation d'Afghanistan en 2021
- Émirat islamique d'Afghanistan (2021-présent)